# FC Trinity Zlín
Der FC Trinity Zlín ist ein tschechischer Fußballverein aus der mährischen Stadt Zlín. Er spielt seit 2024 in der zweiten tschechischen Liga. Gegründet wurde er 1919 als SK Zlín.

## Vereinsgeschichte
Zlín gelang 1938 der Aufstieg in die 1. Liga. Zuvor war der Klub schon mährischer Meister geworden. Er gehörte der obersten Spielklasse bis zu seinem Ausschluss wegen Ergebnismanipulation 1947 an, größter Erfolg war dabei der 2. Platz hinter Sparta Prag in der Saison 1945/46. 1951 gelang für ein Jahr eine Rückkehr. Ein weiteres einjähriges Gastspiel gab der Verein 1953, als er als Vertreter der Leichtindustrie einen Startplatz in der 1. Liga zugesprochen bekam. Die Mannschaft war jedoch nicht erstligareif und stieg als Vorletzter ab. 
Erst 1969 gelang der Aufstieg in die 1. Liga. Ein Jahr später gelang TJ Gottwaldov der größte Triumph der Vereinsgeschichte. Nach dem Sieg im tschechischen Pokal (2:2 und 4:0 gegen LIAZ Jablonec) gewann die Mannschaft auch den tschechoslowakischen Pokal. Nach einem 3:3 im Hinspiel gegen Slovan Bratislava und einem 0:0 im Rückspiel in Gottwaldov entschied die Mannschaft das Elfmeterschießen mit 4:3 für sich. Im Europapokal der Pokalsieger in der darauf folgenden Saison 1970/71 gewann Gottwaldov zunächst gegen Bohemians Dublin, in der zweiten Runde scheiterte die Elf nur knapp mit 2:1 und 0:1 an der PSV Eindhoven. Am Ende der Saison stand der letzte Platz in der 1. Liga zu buche, der den Abstieg bedeutete. 1973 folgte der Abstieg in die 3. Liga, erst 1981 gelang dem TJ Gottwaldov der Wiederaufstieg in die 2. Liga. 
1993 reichte der 6. Platz in der 2. Liga, um sich für die neue tschechische 1. Liga zu qualifizieren, aber nach nur drei Jahren stieg der FC Svit Zlín wieder ab. Der Wiederaufstieg gelang 2002, in der Saison 2002/03 belegte der FK Zlín den siebten Platz, genauso wie ein Jahr später. 2004 startete der Verein, inzwischen in FC Tescoma Zlín umbenannt, im Intertoto-Cup. In der ersten Runde bezwang Zlín Myllykosken Pallo -47 aus Finnland, in der zweiten Runde den belgischen KVC Westerlo. Nur äußerst knapp unterlag die Mannschaft in der dritten Runde Atlético Madrid. Nach einer 2:4-Heimniederlage siegte Zlín in der spanischen Hauptstadt mit 2:0, schied jedoch aufgrund der Auswärtstorregel aus. In der Liga reichte es 2004/05 zu einem zehnten Platz. 2005 nahm Zlín erneut am Intertoto-Cup teil. Nach einem Erstrundenerfolg über Neman Grodno schied Tescoma gegen AA Gent aus. 2008/09 musste der Verein als Tabellen-15. den Abstieg aus der 1. Liga hinnehmen und scheiterte in der Folgesaison als Dritter nur knapp am Wiederaufstieg.
In der Saison 2014/15 gelang Zlín als Dritter der Wiederaufstieg in die höchste Spielklasse Tschechiens, da dem eigentlich aufstiegsberechtigten Zweitplatzierten FK Varnsdorf die Lizenz verweigert wurde.
Im Mai 2017 gewann Zlín zum zweiten Mal den tschechischen Pokalwettbewerb und qualifizierte sich damit direkt für die Gruppenphase der Europa League, weil gleichzeitig Manchester United die Europa League gewann und Slavia Prag tschechischer Meister wurde. In der Europa League traf Zlín auf den FC Kopenhagen, Lokomotive Moskau und Sheriff Tiraspol.

## Erfolge
- Tschechoslowakischer Pokalsieger 1970
- Tschechischer Pokalsieger 1970, 2017
- Tschechoslowakischer Vizemeister 1945/46

## Europapokalbilanz
| Saison  | Wettbewerb                  | Runde         | Gegner                | Gesamt    | Hin     | Rück    |
| ------- | --------------------------- | ------------- | --------------------- | --------- | ------- | ------- |
| 1970/71 | Europapokal der Pokalsieger | Qualifikation | Bohemians Dublin      | 4:3       | 2:1 (A) | 2:2 (H) |
| 1970/71 | Europapokal der Pokalsieger | 1. Runde      | PSV Eindhoven         | 2:2       | 2:1 (H) | 0:1 (A) |
| 2004    | UEFA Intertoto Cup          | 1. Runde      | Myllykosken Pallo -47 | 4:3       | 1:1 (A) | 3:2 (H) |
| 2004    | UEFA Intertoto Cup          | 2. Runde      | KVC Westerlo          | 3:0       | 0:0 (A) | 3:0 (H) |
| 2004    | UEFA Intertoto Cup          | 3. Runde      | Atlético Madrid       | (a)4:4(a) | 2:4 (H) | 2:0 (A) |
| 2005    | UEFA Intertoto Cup          | 1. Runde      | FK Njoman Hrodna      | 1:0       | 1:0 (A) | 0:0 (H) |
| 2005    | UEFA Intertoto Cup          | 2. Runde      | KAA Gent              | 0:1       | 0:1 (A) | 0:0 (H) |
| 2017/18 | UEFA Europa League          | Gruppenphase  | Sheriff Tiraspol      | 0:1       | 0:0 (H) | 0:1 (A) |
| 2017/18 | UEFA Europa League          | Gruppenphase  | Lokomotive Moskau     | 0:5       | 0:3 (A) | 0:2 (H) |
| 2017/18 | UEFA Europa League          | Gruppenphase  | FC Kopenhagen         | 1:4       | 1:1 (H) | 0:3 (A) |

Gesamtbilanz: 20 Spiele, 6 Siege, 7 Unentschieden, 7 Niederlagen, 20:33 Tore (Tordifferenz −13)

## Vereinsnamen
- 1919 – SK Zlín (Sportovní klub Zlín)
- 1922 – SK Baťa Zlín (Sportovní klub Baťa Zlín)
- 1948 – ZK Botostroj I. Zlín (Závodní klub Botostroj I. Zlín)
- 1949 – Sokol Svit Gottwaldov
- 1950 – ZSJ Svit Gottwaldov (Závodní sportovní jednota Gottwaldov)
- 1951 – Svit Podvesná Gottwaldov
- 1953 – DSO Jiskra Podvesná Gottwaldov (Dobrovolná sportovní organizace)
- 1954 – TJ Jiskra Podvesná Gottwaldov – Fusion mit DSO Spartak Gottwaldov
- 1958 – TJ Gottwaldov (Tělovýchovná jednota Gottwaldov) – Fusion von Jiskra Gottwaldov und Spartak Gottwaldov
- 1989 – SK Zlín (Sportovní klub Zlín)
- 1990 – FC Svit Zlín (Football Club Svit Zlín, a.s.)
- 1996 – FC Zlín (Football Club Zlín, a.s.)
- 1997 – FK Svit Zlín (Fotbalový klub Svit Zlín, a.s.)
- 2001 – FK Zlín (Fotbalový klub Zlín, a.s.)
- 2002 – FC Tescoma Zlín (Football Club Tescoma Zlín, a.s.)
- 2012 – FC Fastav Zlín (Football Club Fastav Zlín, a.s.)
- 2022 – FC Trinity Zlín (Football Club Trinity Zlín, a.s.)
- 2023 – FC Zlín (Football Club Zlín, a.s.)

## Trainer
- Petr Uličný (1990–1994, 2006)
- Jozef Adamec (1994–1995)
- František Komňacký (2002)
- Vlastimil Palička (2004)
- Pavel Hapal (2004–2005)
- Stanislav Levý (2008)

## Spieler
- Josef Humpál (1938–1946)